# Planell de Sant Esperit
El Planell de Sant Esperit és una plana situada a l'entorn dels 1.758m dins del terme municipals de la Vall de Boí, a la comarca de l'Alta Ribagorça, i dins el Parc Nacional d'Aigüestortes i Estany de Sant Maurici.

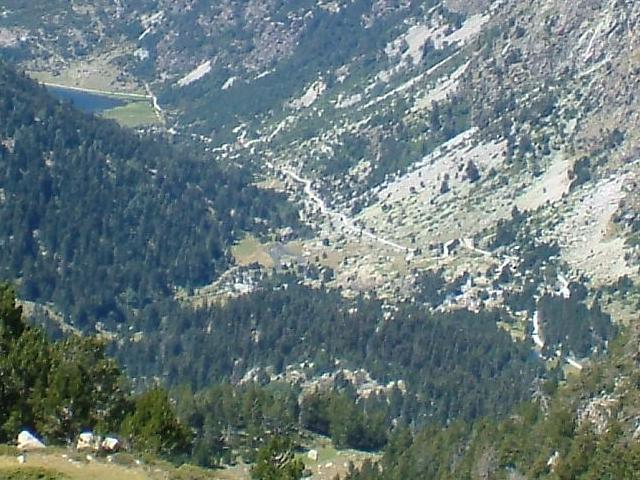
Planell de Sant Esperit, vist des de la Vall de Morrano.

Està situat a la riba del Riu de Sant Nicolau, per damunt de la Cascada de Sant Esperit (O) i per sota del Planell d'Aigüestortes (E). La Ribera de Llacs desaigua al Riu de Sant Nicolau en aquesta plana.